# 전철역

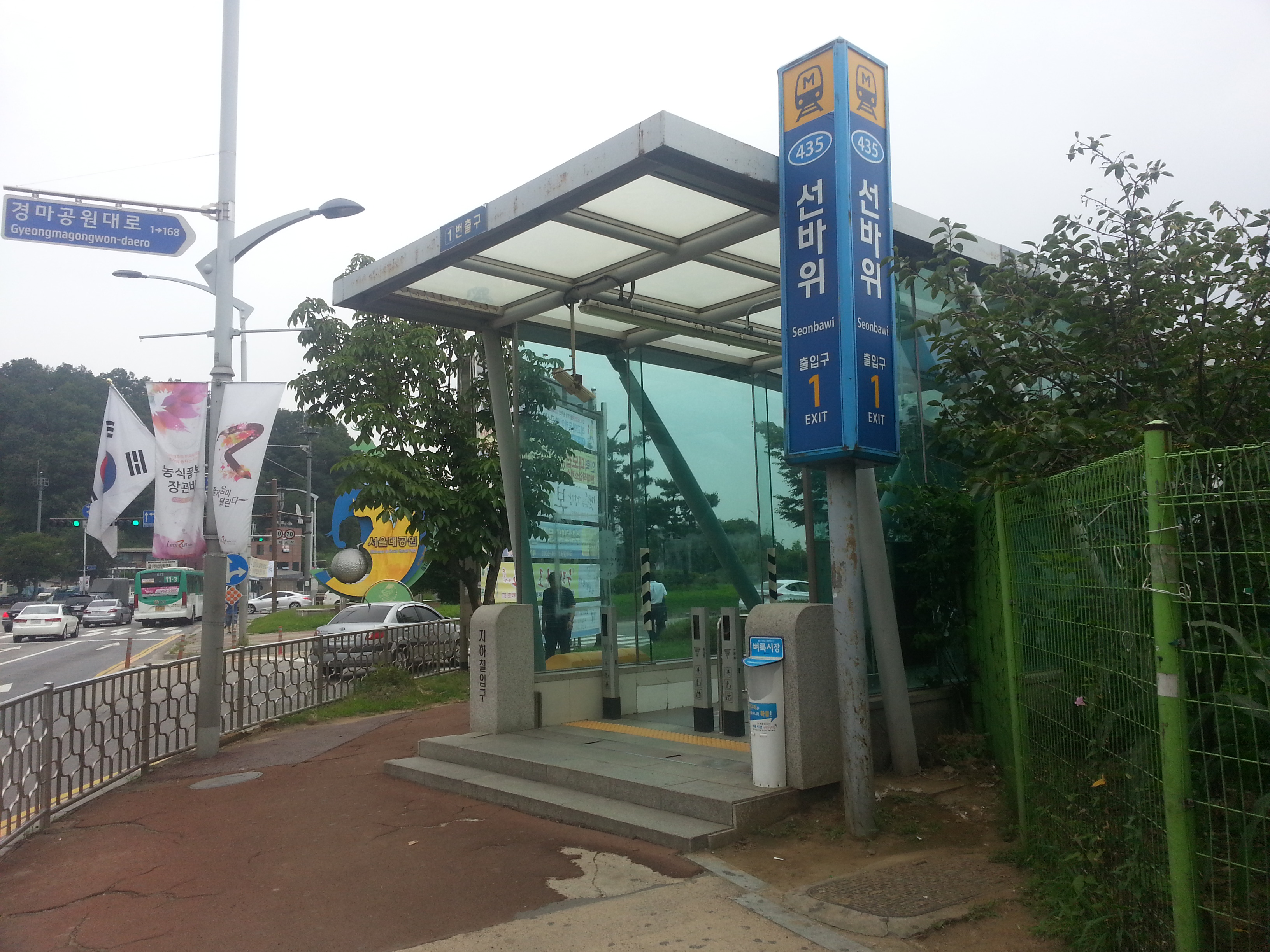
경기도 과천시 수도권 전철 4호선 선바위역 1번 출입구

전철역(電鐵驛)은 전기철도의 정거장을 의미한다. 주로 전기를 동력원으로 사용하는 도시 철도와 광역철도 상에 존재한다. 한편 역이 지하에 있을 경우에도 이와 같이 불리며, 환승역의 경우 여러 노선이 한 전철역을 교차하기도 한다. 지하철역 입구에는 '전철'을 표현하는 픽토그램과 운영사의 로고가 부착되어 있는 표지판이 있다. 한 역으로 들어갈 수 있는 입구를 여러 개 만들어두는데, 이것은 이용객이 전철을 이용하기 위해 길을 건너는 불편을 줄여주기 위한 것이다. 이러한 특성 때문에, 보행자가 단순히 길을 건너는 용도로 잠시 전철역을 거치기도 한다. 어떤 역은 백화점과 영화관 같은 대형 건물의 지하와 연결되기도 한다. 가끔 특징적이고 예술적인 디자인으로 각각의 정류장을 알아볼 수 있도록 한 곳도 있다. 대표적으로 몬트리올, 스톡홀름, 모스크바 등에 있는 지하철들은 화려한 건축물과 공공 예술로 역을 장식해 둔것으로 유명하다. 어떤 역들은 조형물과 프레스코 벽화로 장식해두기도 한다. 예를 들어, 런던 지하철의 베이커 스트리트 역은 셜록 홈즈를 그린 타일로 꾸며놓았다. 하지만 모든 역들이 전부 그렇게 해 둔 것은 아니다. 어떤 역들은 플랫폼 주변에 유리와 같은 재질로 '벽'을 만들어두어 전동차가 완전히 멈출 때까지 열리지 않다가 완전히 정차하면 엘리베이터의 문처럼 열리게 된다. 이러한 유리문을 스크린도어와 '승강장 안전문'이라고 하는데 설치하는 데 비용과 시간이 많이 들며 전동차가 역에 도착할 때 전보다 천천히 와야 한다는 단점이 있지만 이용객이 미끄러져 선로에 떨어지거나 아니면 고의적으로 뛰어내려 감전사하거나 전동차에 치이는 것과 같은 사고를 예방해준다. 전철역에는 환기구를 갖추고 있는데 이 환기구들은 터널의 환기구의 단점을 최소화하면서 냉난방 역할까지 도맡는다.

## 같이 보기
- 도시 철도
- 지하철
- 철도역
- 버스 정류장
- 대학교역